# Hugo Jabini
Hugo Jabini (8 augustus 1964) is een Surinaams bestuurder en politicus. In 1998 werd hij woordvoerder voor de Vereniging van Saamaka Gezagdragers. In 2007 won hij samen met Wanze Eduards een internationale rechtszaak tegen de staat om grondenrechten. Voor hun strijd voor grondenrechten werden ze onderscheiden met de Goldman Environmental Prize. Hij had van 2010 tot 2015 zitting in De Nationale Assemblée (DNA) voor de Nationale Democratische Partij (NDP).

## Biografie
Jabini is afkomstig uit het dorp Ladouanie in Boven-Suriname, het thuisgebied van de Saramaccaners. Zowel zijn moeder als grootvader waren kapitein (dorpshoofd). Hij studeerde in 2010 af aan de  Anton de Kom Universiteit van Suriname op een rechtsvergelijkend onderzoek over grondrechten in het Surinaamse en Saramaccaanse recht.
In 1998 werd Jabini woordvoerder voor de Vereniging van Saamaka Gezagdragers (VSG), een organisatie waarin 61 Saramaccaanse dorpen samenwerken in de strijd voor grondenrechten van de inheemsen en marrons. Deze rechten worden bedreigd vanwege mijnbouw en houtkap. Op 28 november 2007 won hij samen met Wanze Eduards een rechtszaak tegen de Surinaamse staat die zij hadden aangespannen bij het Inter-Amerikaans Hof voor de Rechten van de Mens, ook wel het Saramakka-vonnis tegen de Staat Suriname genoemd. Voor hun strijd voor grondenrechten werden zij in 2009 onderscheiden met de Goldman Environmental Prize.
In 2010 werd hij voor de NDP gekozen als lid van De Nationale Assemblée. Ondertussen werd hij uit vijftien kandidaten gekozen als bestuurslid van de Parliamentarians for Global Action. Voor de parlementsverkiezingen van 2015 werd hij door de NDP niet opnieuw gekandideerd. Hiervoor werd aan hem geen reden opgegeven. Ervoor had hij tijdens de begrotingsbehandeling kritiek geuit dat het grondenrechtenvraagstuk nog steeds niet was opgelost, en er door de regering zelfs extra concessies waren uitgegeven.